# Live in Mexico City (альбом King Crimson)
Live in Mexico City — концертный альбом группы King Crimson, размещенный в интернете для бесплатного скачивания в формате Windows Media Audio в 1999 году.
- Некоторые треки также встречаются на концертных Cirkus: The Young Persons' Guide to King Crimson Live (1999) и VROOOM VROOOM (2001).
- Альбом записан в Metropolitan Theater, Мехико, Мексика, 2-4 августа 1996 года.

## Список композиций
1. "Dinosaur" (Эдриан Белью, Билл Бруфорд, Роберт Фрипп, Трей Ганн, Тони Левин, Пэт Мастелотто)
2. "One Time" (Белью, Бруфорд, Фрипп, Ганн, Левин, Мастелотто)
3. "VROOOM VROOOM" (Белью, Бруфорд, Фрипп, Ганн, Левин, Мастелотто)
4. "B'Boom" (Белью, Бруфорд, Фрипп, Ганн, Левин, Мастелотто)
5. "THRAK" (Белью, Бруфорд, Фрипп, Ганн, Левин, Мастелотто)
6. "Sex Sleep Eat Drink Dream" (Белью, Бруфорд, Фрипп, Ганн, Левин, Мастелотто)
7. "The Talking Drum" (Бруфорд, Дэвид Кросс, Фрипп, Джеми Мюир, Джон Уэттон)
8. "Larks' Tongues in Aspic (Part II)" (Фрипп)
9. "Neurotica" (Белью, Бруфорд, Фрипп, Левин)
10. "21st Century Schizoid Man" (Фрипп, Майкл Джайлз, Грег Лейк, Иэн Макдональд, Питер Синфилд)
включая:
  - "Mirrors"
11. "Prism" (Пьер Фавр)
12. "Red" (Фрипп)

## Участники записи
- Роберт Фрипп - гитара
- Эдриан Белью - гитара, вокал
- Тони Левин - бас-гитара, стик Чапмена
- Трей Ганн - гитара Уорра
- Билл Бруфорд - ударные, перкуссия
- Пэт Мастелотто - ударные, перкуссия
- Ронан Крис Мерфи - сведение